# Santo Domingo Tehuantepec
Santo Domingo Tehuantepec är en ort i Mexiko.   Den ligger i kommunen Santo Domingo Tehuantepec och delstaten Oaxaca, i den sydöstra delen av landet, 500 km sydost om huvudstaden Mexico City. Santo Domingo Tehuantepec ligger 44 meter över havet och antalet invånare är 37 389.
Terrängen runt Santo Domingo Tehuantepec är platt åt sydost, men åt nordväst är den kuperad. Runt Santo Domingo Tehuantepec är det ganska tätbefolkat, med 179 invånare per kvadratkilometer. Närmaste större samhälle är Salina Cruz, 16,2 km söder om Santo Domingo Tehuantepec. Omgivningarna runt Santo Domingo Tehuantepec är en mosaik av jordbruksmark och naturlig växtlighet.